# Élections législatives samoanes de 1979

Image représentent les élections législatives. Le côté gauche (Vert) représente les partisans de Tufuga Efi. Le côté droit (bleu), représente les partisans de Va'ai Kolone.

Des élections législatives ont lieu aux Samoa occidentales le 24 février 1979. Il s'agit de renouveler les quarante-sept membres de l'Assemblée législative (monocamérale), leurs mandats de trois ans étant arrivés à échéance.
Quarante-cinq députés sont des matai, chef de famille autochtones (qui peuvent être des femmes), élus par les matai. Les deux autres sièges reviennent à des représentants élus par la petite minorité d'« électeurs individuels », métis ou non-autochtones, qui (à l'inverse des autochtones) disposent du suffrage universel. Il y a quelque 10 000 électeurs matai.
À cette date, le pays ne compte pas encore de partis politiques. Pour autant, deux factions sont nettement constituées : les partisans du premier ministre sortant Tufuga Efi, et ses adversaires réunis autour du député Va'ai Kolone. Ces derniers allaient se constituer, peu après l'élection, en un parti politique, le premier du pays : le Parti pour la protection des droits de l'homme.
« Plus de la moitié » des députés sortants perdent leur siège. Il y a tout juste 95 bulletins blancs ou nuls. La nouvelle assemblée compte quarante-six hommes et une femme. Tufuga Efi bénéficie du soutien de vingt-quatre députés, et conserve donc la direction du gouvernement, tandis que vingt-trois députés accordent leur confiance à Va'ai Kolone, chef de l'opposition.
| Parti | Parti                                    | Suffrages | Pourcentage | Sièges |
| ----- | ---------------------------------------- | --------- | ----------- | ------ |
|       | Partisans sans étiquette de Tufuga Efi   | 2 465     | 24,3 %      | 24     |
|       | Partisans sans étiquette de Va'ai Kolone | 2 160     | 21,4 %      | 23     |
|       | Autres candidats sans étiquette          | 5 489     | 54,3 %      | 0      |